# Синцов, Иван Фёдорович
Иван Фёдорович Синцов (1845 или 30 марта [11 апреля] 1845, Могилёвская губерния — 6 [19] июля 1914, Санкт-Петербург) — русский учёный-геолог и палеонтолог, профессор.

## Биография
Родился 30 марта (11 апреля) 1845 года в военном поселении Заселие (Заселье, Заселле) Могилевской губернии. Вскоре семья переехала в Саратов.
После окончания Саратовской гимназии поступил в Казанский университет, в котором в 1868 году окончил курс с степенью кандидата естественных наук. Был оставлен при университете на два года для занятий при геологическом кабинете.
17 июня 1869 года получил звание приват-доцента геологии и палеонтологии. С 27 марта 1870 года назначен хранителем геологического кабинета. Удостоен 23 марта 1871 года Казанским университетом степени магистра геологии и геогнозии за научную работу «Мезозойские образования Общего Сырта и некоторых прилежащих пунктов».
31 июля 1871 года перемещён доцентом на кафедру геологии и палеонтологии в Новороссийский университет.
В 1872 году защитил докторскую диссертацию. С 1873 года — ординарный профессор, читал лекции по геологии и минералогии. В Новороссийском университете проработал до 1900 года.
Переехал в Санкт-Петербург, работал в Министерстве финансов чиновником особых поручений.
Скончался 6 (19) июля 1914 года в Петрограде. Был похоронен в Одессе на втором христианском кладбище, могила не сохранилась.